# OpenOffice Base
OpenOffice Base (dawniej OpenOffice.org Base) – system obsługi relacyjnych baz danych wchodzący w skład bezpłatnego pakietu biurowego Apache OpenOffice dostępnego m.in. na platformy Linux, Microsoft Windows, Mac OS oraz Solaris. Inauguracją OpenOffice.org Base było wydanie wersji OpenOffice.org 2.0. Dostępna jest polska wersja językowa.
Program jest kompletnym systemem do tworzenia i obsługi relacyjnych baz danych, opartym na silniku baz danych HSQL. OpenOffice Base daje też dostęp do baz w wielu formatach, jak MySQL, dBASE, Microsoft Access (obecnie tylko obsługa tabel i tylko dla Windows) oraz interfejsy JDBC, ODBC, Oracle JDBC.
Zawiera narzędzia do tworzenia tabel, zapytań, raportów, projektowania formularzy, tworzenia relacji.
W porównaniu z systemem Microsoft Access, program nie zawiera jednak kreatora wyrażeń warunkowych dla zapytań i panelu przełączania jako interfejsu dla mniej doświadczonych użytkowników biurowych bazy.
W przyszłości OpenOffice Base prawdopodobnie będzie stosował domyślnie otwarty format OpenDocument, promowany obecnie jako uniwersalny standard wymiany informacji między programami biurowymi. OpenOffice Base obsługuje język programowania OOoBasic.
Program może służyć zarówno jako pełny system do tworzenia baz danych u użytkowników indywidualnych oraz w małych firmach i biurach, względnie jako front-end w systemie klient-serwer, gdzie funkcję back-endu pełni SQL-owa baza danych, jak MySQL czy PostgreSQL.